# Epidendrum dichotomum
Epidendrum dicotomum là một loài thực vật có hoa trong họ Lan. Loài này được C.Presl mô tả khoa học đầu tiên năm 1827.